# María (Spania)
María este un municipiu și oraș din provincia Almería, Andaluzia, Spania, cu o populație de 1.565 locuitori.